# Саймон, Доминик
Доминик Селидор Саймон (фр. Dominique Celidor Simon; род. 29 июля 2000, Понтуаз) — французский футболист, полузащитник чешского «Пардубице».

## Карьера

### Начало карьеры
Воспитанник футбольной академии французского клуба «Пари Сен-Жермен». В июле 2019 года футболист присоединился к французскому клубу «Обервилье», за который лишь единожды попал в заявку, однако на поле так и не вышел. В июне 2020 года футболист покинул клуб. В январе 2021 года футболист на правах свободного агента стал игроком испанского клуба «Наварро». Дебютировал за клуб 28 февраля 2021 года в матче против клуба «Хихон Индастриал», выйдя на замену на 80 минуте. Дебютный гол за клуб футболист забил 11 апреля 2021 года в матче против клуба «Сьеро». Однако закрепиться в испанском клубе у футболиста не получилось, за сезон проведя 5 матчей, в которых выходил на поле со скамейки запасных, отличившись 2 забитыми голами. По окончании сезона в конце июня 2021 года покинул футболист покинул клуб.

### «Пайде»
В феврале 2022 года футболист на правах свободно агента перешёл в эстонский клуб «Пайде», с которым подписал двухлетний контракт. Свой первый матч футболист сыграл 3 марта 2022 года за вторую команду против клуба «Харью», выйдя на поле в стартовом составе. Дебютный матч за основную команду эстонского клуба футболист сыграл 20 марта 2022 года против клуба «Таммека», выйдя на замену на 90 минуте. Дебютный гол за клуб футболист забил 13 апреля 2022 года в матче против таллинского «Легиона». Вместе с клубом футболист стал обладателем Кубка Эстонии, где в финале 21 мая 2022 года победили клуб «Нымме Калью». В июле 2022 года футболист вместе с клубом отправился на квалификационные матчи Лиги конференций УЕФА. Первый матч в рамках еврокубкового турнира футболист сыграл 7 июля 2022 года против тбилисского «Динамо». Вместе с клубом футболист дошёл до третьего квалификационного раунда Лиги конференций УЕФА, где по сумме матчей уступили бельгийскому «Андерлехту». На протяжении сезона футболист был одним из основных игроков клуба, отличившись 2 забитыми голами и результативной передачей. По итогу сезона вместе с клубом стал бронзовым призёром чемпионата.
Начало нового сезона футболист пропустил из-за травмы колена. Первый матч футболист провёл в составе второй команды 26 марта 2023 года против таллинского «Легиона». За основную команду клуба футболист первый матч сыграл 1 апреля 2023 года против клуба «Харью», выйдя на поле в стартовом составе. В июле 2023 года футболист вместе с клубом отправился на квалификационные матчи Лиги конференций УЕФА. Первый матч в рамках еврокубкового турнира футболист сыграл 12 июля 2023 года против фарерского клуба Б-36. В ответном матче фарерский Б-36 оказался сильнее и прошёл в следующий квалификационный раунд. Первым в сезоне забитым голом футболист отличился 31 октября 2023 года в матче против клуба «Нымме Калью». На протяжении сезона футболист был одним из ключевых игроков эстонского клуба, часть матчей пропустив из-за различных травм, отличившись своим единственным забитым голом. По итогу сезона футболист вместе с клубом завершил чемпионат на итоговом четвёртом месте. По окончании срока действия контракта футболист покинул эстонский клуб.

### «Динамо» Тбилиси
В январе 2024 года футболист перешёл в тбилисское «Динамо», подписав с клубом двухлетний контракт. Дебютировал за клуб футболист 2 марта 2024 года в матче против клуба «Самгурали», выйдя на поле в стартовом составе и отличившись своим дебютным забитым голом.

## Достижения
«Пайде»
- Обладатель Кубка Эстонии: 2021/22
- Обладатель Суперкубка Эстонии: 2023